# 日野市立日野第二中学校
日野市立日野第二中学校（ひのしりつ ひのだいにちゅうがっこう）は東京都日野市多摩平に位置する市立（公立）の中学校である。
全校生徒数はおよそ500人（1学年5クラス編成）。

## 概要
1954年（昭和29年）に市内で2番目に開校し、当時は生徒数およそ200人であった。
学校のカラーは制服の色でもある「黒」である。

## 教育目標
- 自主自立の精神を養おう
- 思いやりのある豊かな心を育てよう
- 心身ともに健康な身体をつくろう

## 部活動
ソフトテニス部の男子が平成11年度に団体で全国優勝した。
その他にも都大会連覇の歴史を持ち、近年も都大会上位常連校のサッカー部が盛んに活動している。
女子卓球部が平成29年度東京都大会で優勝した。

## 著名な出身者
- ポープ・ウィリアム（サッカー選手・町田ゼルビア）元U-21日本代表
- 安田直貴（お笑い芸人 天狗花火）

## 付記
- flumpoolの「君に届け」（2010年（平成22年）9月29日リリース）のMV撮影地である。当日は在校生もエキストラとして撮影に参加している。